# Sophia Oboshie Doku
Sophia Oboshie Doku là một nữ chính trị gia Ghana và là một trong những nữ nghị sĩ đầu tiên trong Quốc hội đầu tiên của Cộng hòa thứ nhất Ghana dưới thời Tổng thống đầu tiên của Ghana, Tiến sĩ Kwame Nkrumah.

## Giáo dục
Doku được đào tạo như một giáo viên.

## Chính trị
Doku là một nhà hoạt động chính trị, người phục vụ dưới nhiều năng lực khác nhau và là một trong những nhà hoạt động đấu tranh độc lập.